# Gave (Groningen)
De Gave is een kanaal tussen de dorpen De Poffert en de Oostwold.
Het was ooit een 3,4 km lang onderdeel van de vaarweg tussen Groningen en Friesland. Nadat in 1616 een verkorting van het Hoendiep was gegraven, raakte dit deel als vaarweg in verval. Van het gedeelte van Oostwold en het Lettelberterdiep is niet meer over dan een brede sloot, nu bekend als de Oude Gave. De huidige Gave is ongeveer 850 m lang en vormt, samen met de Munnikesloot de vaarverbinding van het Leekstermeer met het Hoendiep.
Over het kanaal ligt geen enkele brug.

## Naam
De herkomst van de naam is onzeker. Vermoed wordt dat gave is afgeleid van gaweg, in de betekenis: weg waarlangs men gaat, loopt. De naam is afgeleid van de aanduiding van een weg, vergelijk: loop, watergang.